# Kina (film)
 For alternative betydninger, se Kina (flertydig). (Se også artikler, som begynder med Kina)
Kina er en dansk kortfilm fra 2019 instrueret af Tobias Gundorff Boesen.

## Handling
Jans eneste ven er hans blinde far, Mogens, som søsteren Lisbeth har parkeret på et plejehjem. Da Mogens tilsyneladende mister livslysten, beslutter Jan sig for at give Mogens noget at leve for. Eller rettere, noget at genopleve: Han iscenesætter en fantastisk rejse til Kina, hjemme i Jans toværelseslejlighed i en trøstesløs boligblok. Kina, et mytisk land hvor Mogens i sin tid mødte sit livs kærlighed, Jans mor. Og mens udfordringerne med at opretholde illusionen for Mogens vokser, møder Jan selv en kvinde.

## Medvirkende
- Joen Højerslev, Jan
- Lars Knutzon, Mogens
- Marina Bouras, Sandra
- Nina Christrup, Lisbeth
- Thomas Chaanhing, Zhao